# Micrommata ligurina
Micrommata ligurina is een spinnensoort behorend tot de jachtkrabspinnen (Sparassidae). De spin leeft in het Middellandse Zeegebied tot Centraal-Azië.
Deze spin lijkt erg op de groene jachtspin, maar het vrouwtje van M. ligurina heeft een zwarte stip op het kopborststuk. Het onderscheid met de mannetjes is dat deze soort een donkerbruin met bruingrijs gestreept achterlijf heeft.